# Biographisches Lexikon des Sozialismus
Das Biographische Lexikon des Sozialismus. Band I. Verstorbene Persönlichkeiten ist ein Lexikon zu Personen der deutschen Arbeiterbewegung von Franz Osterroth.

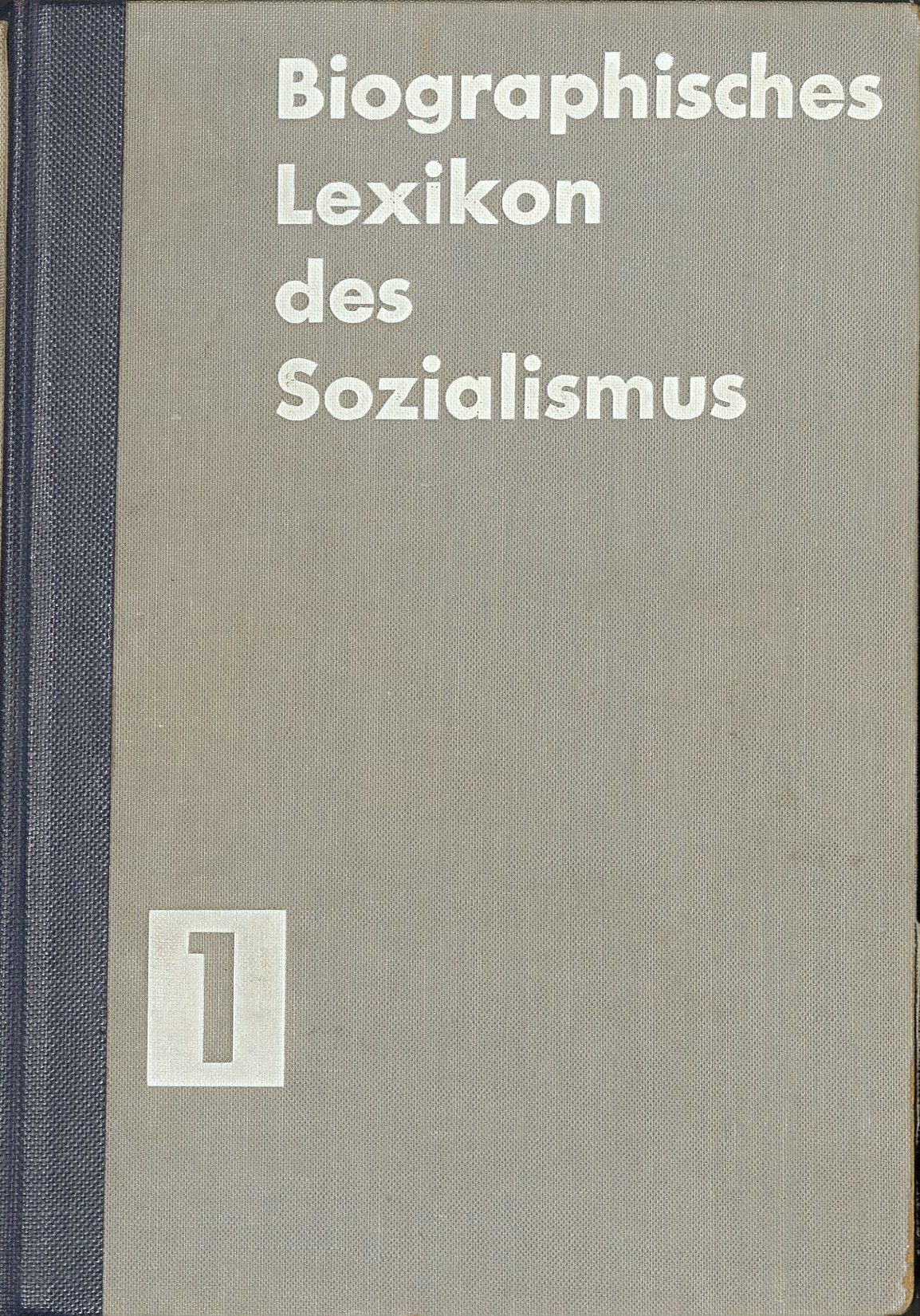
Biographisches Lexikon des Sozialismus 1960

## Inhalt
Das Lexikon führt insgesamt 703 Biografien bekannter „verstorbene[r] Persönlichkeiten der sozialistischen Bewegung [… auf.] Es handelt sich um Menschen, die im geistigen Leben des Sozialismus, in den sozialdemokratischen Parteien, den freien Gewerkschaften, den Genossenschaften, im Arbeitersport und in den verschiedensten Zweigen der sozialistischen Kulturbewegung hervortraten“. 31 dieser Kurzbiografien behandeln Frauen. Es erschien 1960 in erster und einziger Auflage im Verlag J. H. W. Dietz Nachf. GmbH, Hannover. Weitere Bände sind nicht erschienen. Erich Ollenhauer verfasste ein Geleitwort (S. 5 f.) zu diesem Buch.
Beigegeben sind 48 Bildtafeln mit 552 Abbildungen (in der Mehrzahl Fotografien), ein Personenregister (S. 351 ff.), ein Verzeichnis der Abkürzungen (S. 366) sowie der Bildnachweis (S. 368).